# Nad Wisłą i Wkrą. Studium do polsko-rosyjskiej wojny 1920 roku

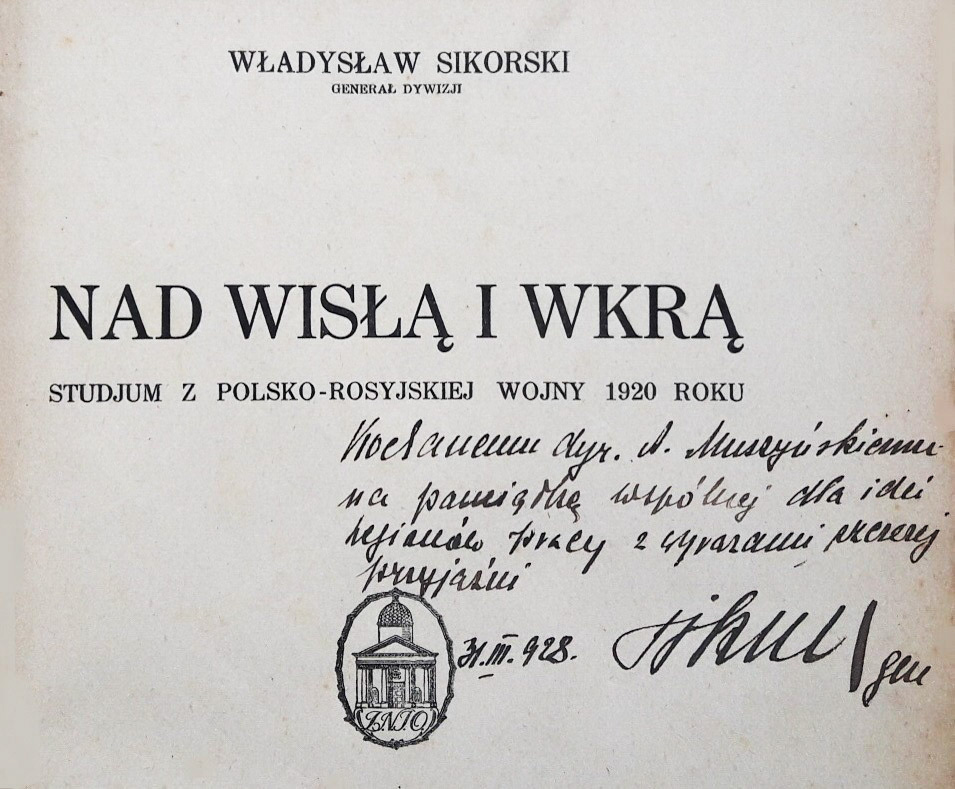
Władysław Sikorski, „Nad Wisłą i Wkrą” - dedykacja

Nad Wisłą i Wkrą. Studium z polsko-rosyjskiej wojny 1920 roku. (wyd. 1928 we Lwowie) – książka autorstwa Władysława Sikorskiego, w której opisuje działania wojskowe, które dowodząc 5 Armią zastosował przy uderzeniu znad Wkry. Sikorski w czasie uderzenia znad rzeki Wkry przerzucił na tyły bolszewików na Ciechanów i Płońsk nieliczne czołgi i wozy opancerzone. Dzięki temu udało się bez problemu dokonać niespodziewanego ataku na sowietów. Manewr ten w znacznym stopniu przyczynił się do załamania obrony nieprzyjaciela i jego panicznego odwrotu. Sikorski od tego manewru był wielkim zwolennikiem tworzenia wojsk pancernych w Polsce. Uważał, że to one zdominują wkrótce pola bitew.
Według Sikorskiego to on dokonał decydującego manewru w Bitwie Warszawskiej. 
Oryginalnie wydana we Lwowie w 1928.